# کروندا
کروندا (به اسپانیایی: Coronda) یک منطقهٔ مسکونی در آرژانتین است که در بخش سن جرونیمو واقع شده‌است. کروندا ۱٬۳۰۴ کیلومتر مربع مساحت و ۱۸٬۱۱۵ نفر جمعیت دارد.